# Левис (приток Левиса)
Левис — река в России, протекает по территории Кемского и Беломорского районов Карелии.
Река берёт начало из озера Большого Кривого на высоте 101,5 м над уровнем моря. Устье реки находится в 5,1 км по правому берегу реки Левиса (Урам). Высота устья — 44,6 м над уровнем моря. Длина реки — 11 км.

## Данные водного реестра
По данным государственного водного реестра России относится к Баренцево-Беломорскому бассейновому округу, водохозяйственный участок реки — Кемь от Кривопорожского гидроузла и до устья. Речной бассейн реки — бассейны рек Кольского полуострова и Карелии, впадает в Белое море.